# RFNG
RFNG (англ. RFNG O-fucosylpeptide 3-beta-N-acetylglucosaminyltransferase) – білок, який кодується однойменним геном, розташованим у людей на довгому плечі 17-ї хромосоми. Довжина поліпептидного ланцюга білка становить 331 амінокислот, а молекулярна маса — 36 424.
| 10         |  | 20         |  | 30         |  | 40         |  | 50         |
| ---------- |  | ---------- |  | ---------- |  | ---------- |  | ---------- |
| MSRARGALCR |  | ACLALAAALA |  | ALLLLPLPLP |  | RAPAPARTPA |  | PAPRAPPSRP |
| AAPSLRPDDV |  | FIAVKTTRKN |  | HGPRLRLLLR |  | TWISRARQQT |  | FIFTDGDDPE |
| LELQGGDRVI |  | NTNCSAVRTR |  | QALCCKMSVE |  | YDKFIESGRK |  | WFCHVDDDNY |
| VNARSLLHLL |  | SSFSPSQDVY |  | LGRPSLDHPI |  | EATERVQGGR |  | TVTTVKFWFA |
| TGGAGFCLSR |  | GLALKMSPWA |  | SLGSFMSTAE |  | QVRLPDDCTV |  | GYIVEGLLGA |
| RLLHSPLFHS |  | HLENLQRLPP |  | DTLLQQVTLS |  | HGGPENPHNV |  | VNVAGGFSLH |
| QDPTRFKSIH |  | CLLYPDTDWC |  | PRQKQGAPTS |  | R          |  |            |

A: Аланін

C: Цистеїн

D: Аспарагінова кислота

E: Глутамінова кислота

F: Фенілаланін

G: Гліцин

H: Гістидин

I: Ізолейцин

K: Лізин

L: Лейцин

M: Метіонін

N: Аспарагін

P: Пролін

Q: Глутамін

R: Аргінін

S: Серин

T: Треонін

V: Валін

W: Триптофан

Кодований геном білок за функціями належить до трансфераз, глікозилтрансфераз, білків розвитку. 
Задіяний у таких біологічних процесах, як диференціація клітин, нейрогенез. 
Білок має сайт для зв'язування з іонами металів, іоном марганцю. 
Локалізований у мембрані, апараті гольджі.